# Aldrick Rosas
Aldrick Rosas (* 7. Juli 1994 in Chico, Kalifornien) ist ein ehemaliger US-amerikanischer American-Football-Spieler auf der Position des Kickers. Zuletzt stand er bei den Detroit Lions unter Vertrag.

## College
Rosas besuchte die Southern Oregon University und spielte für deren Mannschaft, die Raiders, zwei Jahre lang erfolgreich College Football, wobei er 25 von 32 Field-Goal-Versuchen verwerten konnte.
2014 gewann er mit seinem Team die nationale Meisterschaft der National Association of Intercollegiate Athletics (NAIA), einem Hochschulsportverband, in dem kleinere Universitäten organisiert sind. Er zog sich im Finale bei einem versuchten Tackle einen Bänderriss zu und musste ein Jahr lang pausieren. Ohne ein weiteres Spiel zu absolvieren, meldete er sich nach seiner Genesung für den NFL Draft 2016 an.

## NFL

### Tennessee Titans
Nicht untypisch für einen Kicker, fand Rosas beim Draft keine Berücksichtigung, wurde aber im Anschluss von den Tennessee Titans als Free Agent verpflichtet, machte die gesamte Vorbereitung mit, konnte sich jedoch gegen den Routinier Ryan Succop nicht durchsetzen und wurde noch vor Beginn der Regular Season wieder ausgemustert.

### New York Giants
2017 wurde er von den New York Giants unter Vertrag genommen und begann mehr als zweieinhalb Jahre nach seiner letzten College-Partie die Profi-Karriere. Obwohl seine erste Spielzeit enttäuschend verlief – er konnte nur 72 % aller Field-Goal- und 87 % der Extrapunkt-Versuche verwerten, wodurch die Giants in den jeweiligen Statistiken den vorletzten bzw. letzten Platz belegten – hielten sie an Rosas als Kicker fest. Tatsächlich zeigte er sich 2018 deutlich verbessert und wurde sogar in den Pro Bowl berufen. Besonders bemerkenswert war seine Leistung im Spiel gegen die Chicago Bears, in dem ihm drei Field Goals gelangen, neben dem spielentscheidenden Treffer in der Overtime mit 57 Yards auch noch das längste in der Geschichte des Franchise überhaupt.
Nachdem er sich vor Gericht wegen eines Unfalls mit Fahrerflucht zu verantworten hatte, wurde er im Juli 2020 von den Giants entlassen.

### Jacksonville Jaguars
Am 28. September 2020 nahmen die Jacksonville Jaguars Rosas für ihren Practice Squad unter Vertrag. Nachdem Stephen Hauschka verletzungsbedingt ausfiel, beförderten die Jaguars Rosas für den 4. Spieltag in ihren aktiven Kader. Er kam 2020 in sechs Spielen zum Einsatz und verwandelte acht von elf Field-Goal-Versuchen. In der Vorbereitung auf die Saison 2021 konkurrierte er mit Josh Lambo, der die vorige Spielzeit verletzungsbedingt weitgehend verpasst hatte, konnte sich dabei aber nicht durchsetzen und wurde am 30. Juli 2021 entlassen.

### New Orleans Saints
Im August 2021 nahmen die New Orleans Saints Rosas unter Vertrag. Im Rahmen der Kaderverkleinerung auf 53 Spieler wurde er entlassen und anschließend in den Practice Squad aufgenommen. Wegen einer Verletzung des etatmäßigen Kickers Wil Lutz wurde er wieder in den aktiven Kader aufgenommen und kam in den ersten vier Partien der Saison zum Einsatz. Dabei verwandelte er alle Extrapunkte, traf aber nur bei einem von vier Field-Goal-Versuchen, weshalb er entlassen und durch Cody Parkey ersetzt wurde.

### Detroit Lions
Im November 2021 schloss Rosas sich dem Practice Squad der Detroit Lions an. Er wurde am elften Spieltag gegen die Cleveland Browns eingesetzt und verwandelte dabei ein Field Goal. Anschließend wurde Riley Patterson Rosas vorgezogen. Am 8. Februar 2022 nahmen die Lions Rosas für die Saison 2022 unter Vertrag, entließen ihn aber am 31. Mai wieder.